# Vanellus miles
Vanellus miles é uma ave da família Charadriidae pertencente ao gênero Vanellus.
Conhecido popularmente como Abibe mascarado.
Espécie endêmica da Austrália onde também é encontrada na Nova Zelândia,Indonésia e Nova Guiné.